# Spielzeugmuseum Stockholm

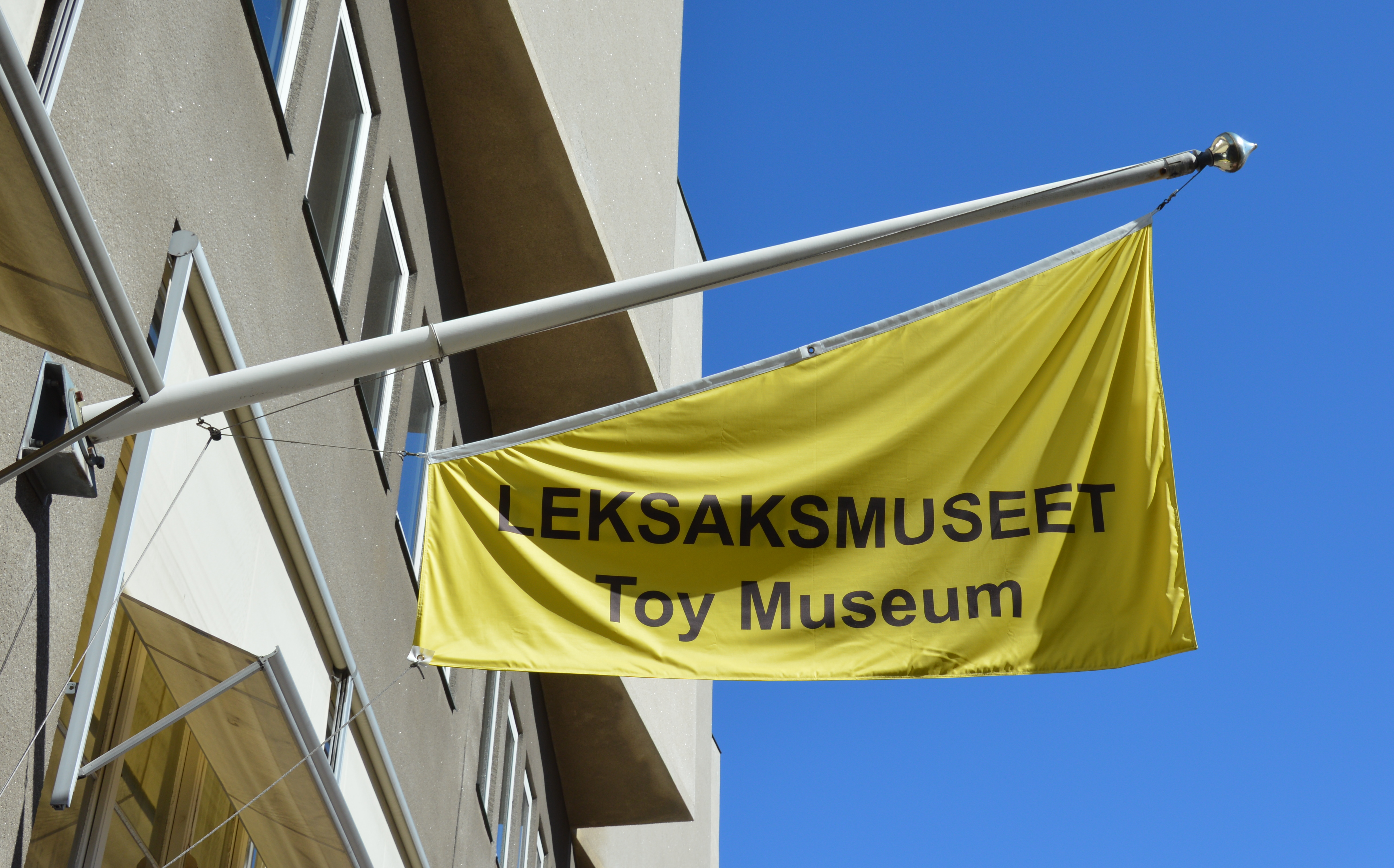
Fahne des Spielzeugmuseums am Eingang

Das Spielzeugmuseum Stockholm (schwedisch: Leksaksmuseet) ist ein Spielzeugmuseum in Schweden.

## Lage

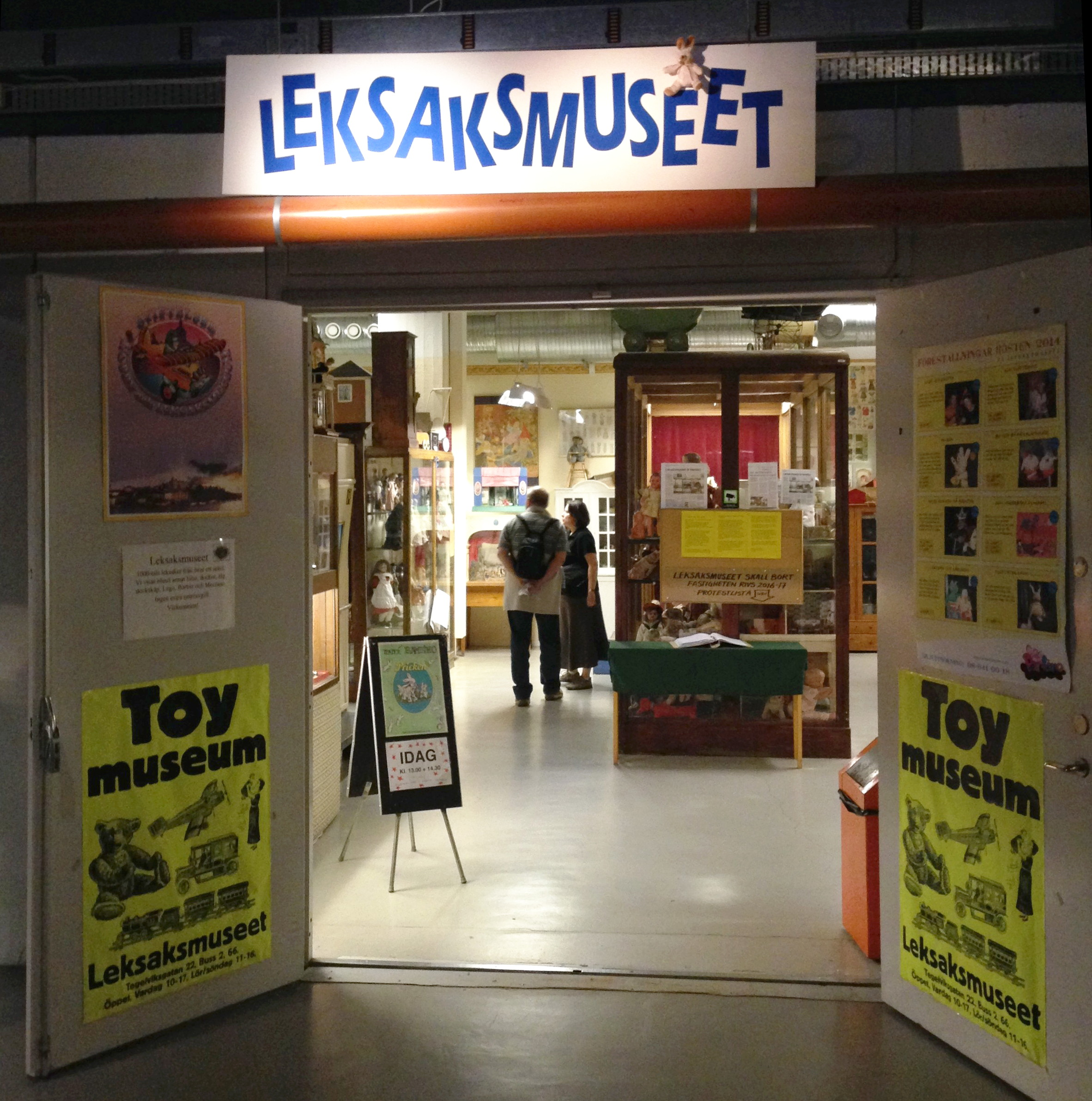
Zugang

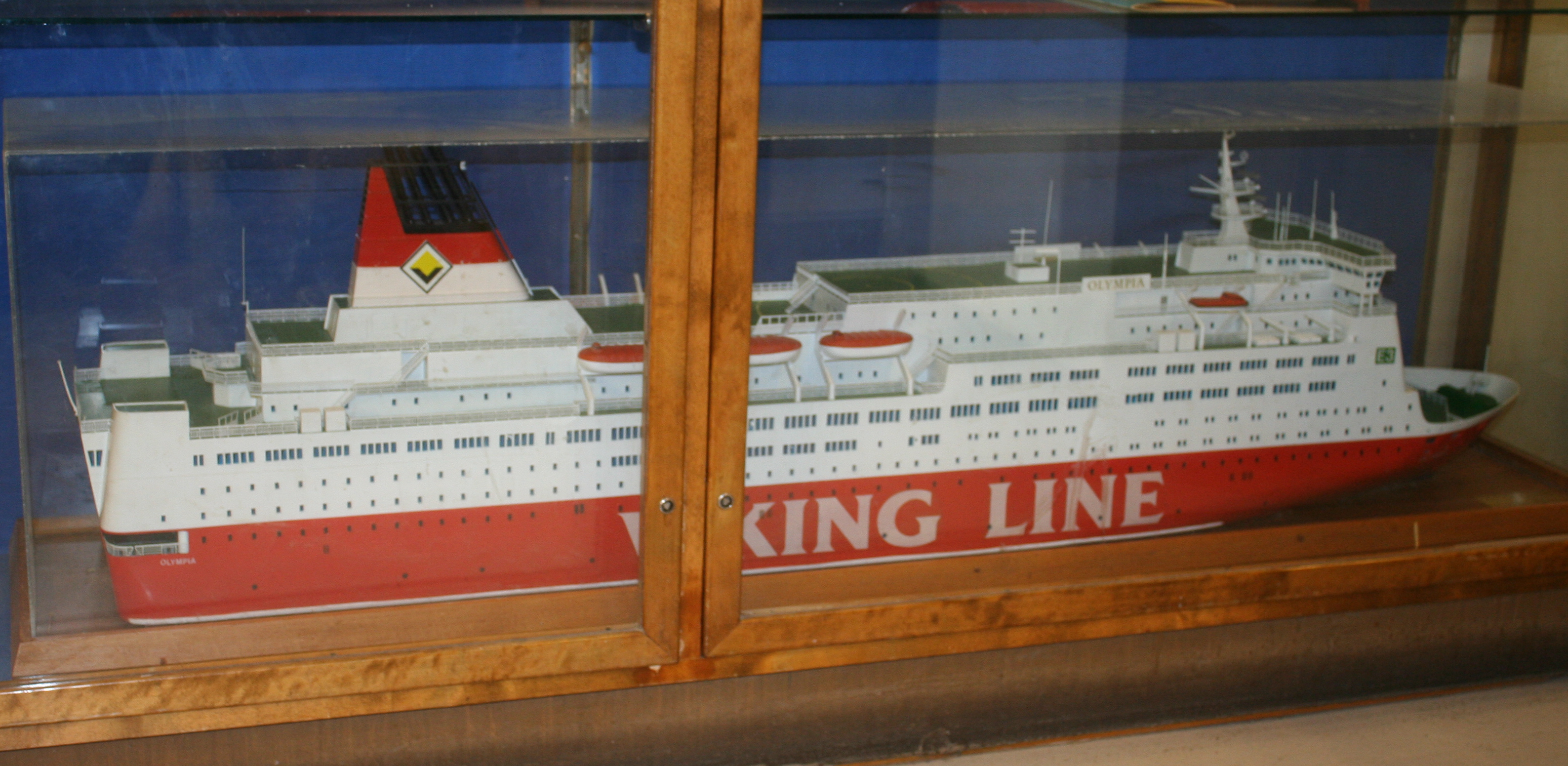
Schiffsmodell

Es befindet sich im östlichen Teil des Stockholmer Stadtteil Södermalm an der Adresse Tegelviksgatan 22. Im gleich Gebäude ist das Straßenbahnmuseum Stockholm untergebracht, mit dem sich das Spielzeugmuseum auch den Eingang teilt.

## Ausstellung
Das Museum ist in mehrere thematische Bereiche unterteilt. Eine Abteilung ist Spielzeugbooten, -autos, -flugzeugen und -motorrädern gewidmet. Weitere Bereiche beschäftigen sich mit Dampfmaschinen, Dioramas, Puppen und Teddybären, Eisenbahnen, Figuren, mechanischen Spielzeugen und Disney-Motiven.

## Geschichte
Am 5. März 1975 wurde von verschiedenen Engagierten eine Stiftung gegründet, die als Trägerin eines Spielzeugmuseums dienen sollte. Am 1. Juli 1978 übernahm man Flächen im Gebäude Mariatorget 1C. Die insgesamt bewirtschafteten 1.200 m² verteilten sich auf fünf Ebenen. Nach Renovierungsarbeiten erfolgte die Eröffnung des Museums dann am 30. August 1980. Erster Direktor des Museums wurde der Spielzeugsammler und wesentlich an der Gründung beteiligte Stig Dingertz, der auch Vorsitzender der Stiftung war. 1990/91 gab es erhebliche Finanzierungsprobleme, so dass das Museum für drei Monate schließen musste. Reorganisiert und mit privater Unterstützung konnte das Museum 1991 wieder eröffnet werden. Das Museum hatte jährlich 60.000 Besucher, worin 15.000 Besucher für ein Kindertheater enthalten waren.
Im Jahr 2005 zog das Museum an seinen heutigen Standort.